# Marianta Pieridi
Marianta Pieridi (en grec : Μαριάντα Πιερίδη) est une chanteuse grecque née le 13 juillet 1973 à Chypre.
En 1995, Marianta participe au concours de chant de l'Eurovision à Dublin comme choriste de la chanteuse Elina Konstantopoulou qui représente la Grèce au concours. Elles chantent la chanson « Pia Prosefhi » (« What Kind Of A Prayer »). Après l'Eurovision, Marianta collabore avec plusieurs chanteurs populaires comme Despina Vandi, Antónis Rémos et Yiannis Parios.

## Discographie
| - 2002 : I Gineka Tis Zois Sou - 2003 : Vale Fantasia - 2004 : Abra Katabra - 2005 : Sfera Stin Kardia - 2006 : DJ - The Hits Collection | - 2003 : Oute Ki Esi - 2006 : DJ - 2008 : Tha Doso Resta |